# Museu do Forró

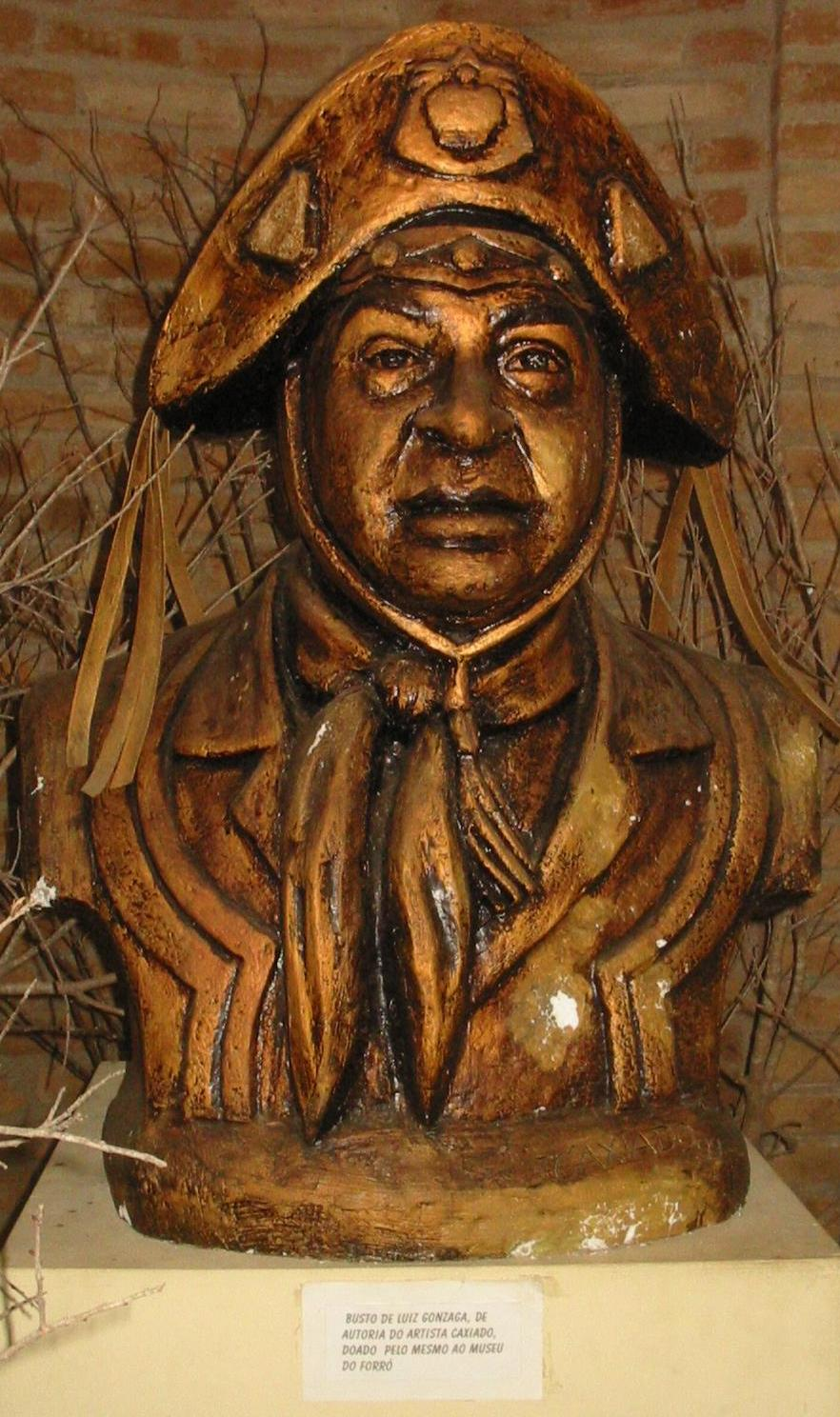
Busto de Luiz Gonzaga na entrada do Museu do Forró.

O O Museu do Forró é um museu brasileiro dedicado ao compositor popular Luiz Gonzaga. Está localizado em Caruaru, Pernambuco.
Foi inaugurado em 24 de junho de 1986 como Museu do Forró de Caruaru. Ele guarda e expõe ao público, discos, fotografias, indumentária e instrumentos musicais, incluindo o acordeão em que o Rei do Baião, Luís Gonzaga, tocou pela última vez.
O museu homenageia também artistas locais e regionais registrando os vários atrativos que compõem os festejos juninos da "Capital do Forró".
Caruaru, no Agreste de Pernambuco, é dona do título de Capital do Forró. Além de possuir o "Maior e Melhor São João do Mundo", o município é também sede do Museu do Forró Luiz Gonzaga. Fundado em 1985 apenas com o nome de "Museu do Forró de Caruaru", o local guarda relíquias de artistas caruaruenses, das primeiras festividades juninas locais, da cantora Elba Ramalho e, o principal, do Rei do Baião. 
De acordo com o historiador Walmiré Dimeron, o espaço foi criado como sendo um "núcleo inicial com exposição decorativa de capas de LPs de artistas caruaruenses". Primeiro, o memorial funcionou na Casa José Condé, no Parque Dezoito de Maio, e tinha como proposta divulgar cantores e compositores locais. A partir de 1989, segundo conta Dimeron, o museu passou a carregar o nome de Luiz Gonzaga, após a aprovação de um projeto de lei proposto pela Câmara de Vereadores. Somente em 1996 o material foi instalado em um prédio localizado no Pátio de Eventos do município.
Dois anos depois, o ambiente passou a abrigar as peças do Rei do Baião. "Desde 1998, o material que o governo do Estado tinha adquirido da segunda mulher de Gonzaga - Maria Edelberta Rabelo - veio para o Museu do Forró de Caruaru", conta Dimeron. Para o historiador, os objetos possuem um diferencial. "O acervo daqui apresenta muito da vida pessoal de Gonzaga. Tem documentos, cartas de amor, entre outras coisas que, de fato, mostram o lado homem dele, diferente das peças que estão armazenadas em Exu [Sertão]. Os objetos expostos por lá mostram mais o lado artístico de Gonzaga, sobretudo da primeira fase da carreira dele. Mas, podemos dizer que tanto as peças de lá como as que estão aqui se complementam", detalha. 
Segundo Dimeron, o lugar é marcante por causar grande emoção aos adeptos do Rei do Baião. "O museu tem uma característica muito importante, que é a de preservar a memória de Gonzaga e, além disso, também sensibilizar a quem visita. Isso por conta da aproximação que os objetos lá expostos promovem entre o eterno Gonzaga e os fãs que aqui ficaram", ressalta.
Chegando ao espaço, a primeira sala é a "Olha Pro Céu Meu Amor", cujo nome relembra uma composição de autoria de Luiz Gonzaga e José Fernandes. No local são encontradas cerca de 150 peças que ilustram a memória do Rei do Baião. São bonecos e artigos decorativos em barro, parte da discografia do cantor e compositor, além de outros adereços. Todo o material é oriundo de doações de fãs e outra parte foi adquirida pelo museu. O ambiente foi montado em 2012, em homagem ao centenário de Gonzaga.
Já no ambiente inaugurado na década de 90, onde está o acervo pessoal do Rei do Baião, há entre 400 e 450 objetos. No espaço é possivel apreciar documentos pessoais de Gonzaga, como a carteira de identidade, cartas amorosas, peças de roupas, discos, livros, placas de homenagens, instrumentos, óculos, entre outros artigos que foram utilizados por Luiz Gonzaga. Entre as peças, destaque para a sanfona utilizada pelo cantor no último show realizado em Caruaru em 1988.
De acordo com a diretora de museus de Caruaru, Regina Lúcia, os visitantes que sempre demonstram afeto e admiração pelo compositor sertanejo. "Percebemos uma emoção muito forte em cada turista que aqui vem. Alguns choram, outros cantam. Há sempre emoção e comoção entre as pessoas que por aqui passam", afirma.
Nos outros dois ambientes do museu é possível encontrar objetos que relembram artistas locais e os festejos juninos caruaruenses do passado, a exemplo de fotografias, painéis, entre outros. Um deles é dedicado à cantora Elba Ramalho, no qual é possível observar centenas de artigos e acessórios pessoais da artista, todos doados por um fã-clube.